# Sars-cov-2 omikron
Sars-cov-2 omikron, även känd under beteckningarna B.1.1.529, GR/484A och  21K, är en variant av sars-cov-2, viruset som orsakar covid-19. Varianten upptäcktes i Botswana den 9 november 2021. Den 26 november 2021 klassificerade Världshälsoorganisationen (WHO) varianten som en variant av särskild betydelse och gav den den grekiska bokstaven omikron som beteckning.
Varianten har ovanligt många mutationer, varav vissa är autapomorfa. Vissa påverkar genen för spikproteinet, som vaccinen mot covid-19 använder sig av.

## Nomenklatur
Den 26 november 2021 klassade Världshälsoorganisationen varianten som varande av särskild betydelse, och gav den beteckningen omikron.
GISAID-projektet har tilldelat varianten kladen GR/484A, Nextstrain har tilldelat varianten kladen 21K. och Phylogenetic Assignment of Named Global Outbreak Lineages benämningen B.1.1.529

## Mutationer
Varianten har många mutationer, varav 32 påverkar spikproteinet.
Varianten kännetecknas av 30 aminosyraförändringar, tre små deletioner och en insertion i spikproteinet jämfört med ursprungsviruset, varav 15 finns i den receptor-bindande domänen,  alltså den del av spikproteinet som binder till cellytan så viruset kan ta sig in.

## Symtom
Inga ovanliga symtom har upptäckts med omikron-varianten jämfört med andra varianter. Tidiga siffror från Botswana tyder på en stor andel asymtomatiska infekterade.
Relativt få sjukfall och inga dödsfall finns fram till 28 november 2021 rapporterade vilket skulle kunna tyda på att viruset är mindre virulent, och alltså framkallar sjukdom i lägre grad än tidigare varianter.

## Diagnostik
De PCR-tester som är i bruk (december 2021) kan upptäcka virus även av omikron-varianten. Snabbtester (antigen-test) tros inte heller påverkas.

## Epidemiologi
Antalet fall av varianten har ökat i Sydafrika, specifikt i provinsen Gauteng. Viss forskning verkar visa att varianten medför större risk för återinfektion. Studier genomförs[när?] för att bli säker över smittsamhet, mortalitet och andra faktorer. Vidare genomförs också[när?] studier för att ta reda på hur varianten påverkar vaccinens effektivitet.
Det är fortfarande oklart om omikron är mer smittsam än delta. Siffror som anges fördubblad smittsamhet eller upp till sexdubblad förekommer.

## Statistik

Karta över länder med bekräftade fall av omikron-varianten.

Data tagen från GISAID sedan den 29 november 2021.
| Länder              | Bekräftade fall |
| ------------------- | --------------- |
| Sydafrika           | 124             |
| Botswana            | 19              |
| Nederländerna       | 14              |
| Portugal            | 13              |
| Storbritannien      | 14              |
| Hongkong            | 3               |
| Australien          | 6               |
| Tyskland            | 3               |
| Danmark             | 2               |
| Kanada              | 2               |
| Italien             | 4               |
| Israel              | 1               |
| Belgien             | 1               |
| Tjeckien            | 1               |
| Österrike           | 1               |
| Spanien             | 1               |
| Japan               | 1               |
| Frankrike           | 1               |
| Sverige             | 3               |
| Globalt (19 länder) | Totalt: 214     |

## Historia

### Rapporterade fall
Den 24 november 2021 rapporterades varianten för första gången till Världshälsoorganisationen från Sydafrika. Det första kända provet som togs kan dateras till den 9 november 2021 från Botswana. Varianten har också upptäckts i Sydafrika; ett fall reste vidare till Hongkong. Ytterligare ett bekräftat fall upptäcktes i Israel hos en resenär som återvänt hem från Malawi, och sedan två andra som återvänt från Sydafrika och en från Madagaskar. Den 26 november bekräftades ett fall i Belgien från en resenär som återvänt från Egypten, resenären hade återvänt hem till Belgien den 11 november.
Alla fyra första fall som rapporterades från Botswana var hos fullt vaccinerade personer. Alla tre bekräftade fall i Israel och misstänkta fall från Israel var hos fullt vaccinerade personer. Även ett misstänkt fall i Tyskland var hos en fullt vaccinerad person.
Den 27 november upptäcktes två fall av varianten i Storbritannien, och ytterligare två fall i München, Tyskland och ett i Milano, Italien. Nederländernas folkhälsomyndighet beräknade att 61 av runt 600 passagerare på två flygplan från Sydafrika som landat på Amsterdam-Schiphols flygplats hade testat positivt för covid-19, 13 av dessa bar på omikron-varianten. Passagerarna testades och sattes i karantän när planet anlände i Amsterdam.
Den 28 november upptäcktes två fall i Sydney, Australien. Båda människorna landade i Sydney efter att ha rest från Sydafrika via Doha, Qatar. Båda två är fullt vaccinerade och sattes i karantän. Två resenärer landade i Danmark den 27 november och testade positivt för covid-19, det var dock oklart om de bar på omikron-varianten. Den 28 november bekräftade Statens Serum Institut (SSI) att de bar på omikron-varianten.
Den 29 november bekräftade Sverige sitt första fall av omikron i Region Skåne. Portugal bekräftade även 13 fall, alla medlemmar av en fotbollsklubb. Spanien bekräftade också sitt första fall denna dag.
Den 30 november bekräftade Japan sitt första fall av omikron.

### Marknadens reaktion
Oro ledde till kraftiga nedgångar på börshandeln den 26 november 2021, bland annat såg Dow Jones Industrial Average sitt största börsfall under hela 2021, majoriteten av bolagen som berördes var relaterade till turism. Priset på Brent crude och West Texas Intermediates olja föll med närmare 10% och 11,7% respektive. Även flera kryptovalutor påverkades.